# Kuzma Perjasička
Kuzma Perjasička je naselje u Republici Hrvatskoj, u sastavu grada Slunja, Karlovačka županija. 

## Stanovništvo
Prema popisu stanovništva iz 2001. godine, naselje je imalo 23 stanovnika te 10 obiteljskih kućanstava.

Prema popisu stanovništva 2011. godine naselje je imalo 11 stanovnika.
| broj stanovnika | 150   | 184   | 158   | 165   | 163   | 180   | 154   | 160   | 127   | 133   | 120   | 86    | 73    | 42    | 23    | 11    | 4     |
|                 | 1857. | 1869. | 1880. | 1890. | 1900. | 1910. | 1921. | 1931. | 1948. | 1953. | 1961. | 1971. | 1981. | 1991. | 2001. | 2011. | 2021. |